# بخش چیکویمولا
بخش چیکویمولا (به اسپانیایی: Departamento de Chiquimula) یک منطقهٔ مسکونی در گواتمالا است که در گواتمالا واقع شده‌است. بخش چیکویمولا ۲٬۳۷۶ کیلومتر مربع مساحت و ۴۱۵٬۰۶۳ نفر جمعیت دارد و ۴۲۴ متر بالاتر از سطح دریا واقع شده‌است.